# 浮田典良
浮田 典良（うきた つねよし、1928年9月12日 - 2005年1月12日）は、日本の地理学者。専門は人文地理学。京都大学名誉教授。

## 経歴
出生から修学期
1928年、東京市渋谷区で生まれた。父の転勤に伴い、幼少期は東京、上海、横浜、神戸を転々とした。神戸第一中学校（現：兵庫県立神戸高等学校）在学中の16歳の時に、勤労動員中の事故で左腕を失った。広島高等師範学校を卒業し、京都大学文学部史学科に入学。1952年に同大学を卒業。
人文地理研究者として
卒業後は、京都女子中学校・高等学校で教鞭を執った。翌1953年からは京都大学教養部助手に就いた。1958年に大阪府立大学に転じた。1963年から1965年まで、ドイツ・フンボルト財団の奨学生としてミュンスター大学に留学し、W. ミュラー＝ヴィレ(Wilhelm Müller-Wille)ほかの下で研究を進めた。1968年、西村睦男の後任として京都大学教養部助教授となり、1972年に教授昇格。1971年、学位論文『北西ドイツ農村の歴史地理学的研究』を京都大学に提出して文学博士の学位を取得。
1988年3月に京都大学を定年を待たずに退任し、同年4月より関西学院大学教授。1996年からは神戸学院大学教授として教鞭を執り、2000年に退職した。
学界では、人文地理学会会長（1980年-1984年）、日本地理学会会長（1992年-1994年）を務めた。2005年1月12日、膵臓癌のため京都市上京区の病院で死去。76歳没。

## 著作

### 単著
- 『北西ドイツ農村の歴史地理学的研究』大明堂 1970
- 『ヨーロッパ5500キロ ある旅の記録』海青社 1988
- 『大学地理教育とレポート「レポート支援方式」という試み』古今書院 1994
- 『地理学入門 マルティ・スケール・ジオグラフィ』大明堂 1995
- 『スイスの風景 スイスに関する80章』ナカニシヤ出版 1999
- 『地図表現半世紀 私の描いた主題図126』ナカニシヤ出版 2005

### 共編著
- 『地誌概説 日本・世界』新訂 藤岡謙二郎・西村睦男共著 大明堂 1959
- 『地誌概論 日本編』藤岡謙二郎・足利健亮共著 大明堂 1964
- 『離島診断』藤岡謙二郎共編 地人書房 1975
- 『空からみた産業景観』編 大明堂 1976
- 『経済地理 1（農業・牧畜・林業）』新訂(人文地理ゼミナー) 伊藤郷平・山本正三共編著 大明堂 1977
- 『伝統産業 生きている近世』3 樋口節夫共編 山本建三写真 淡交社 1978
- 『日本の町と村 地域特性のとらえ方』板倉勝高共編著 古今書院 1980
- 『歴史地理学プロシーディングス』谷岡武雄共編 古今書院 1982
- 『景観を考える』編著 大明堂 1984
- 『地図表現入門 主題図作成の原理と実際』森三紀共著 大明堂 1988
- 『日本の農山漁村とその変容 歴史地理学的・社会地理学的考察』編 大明堂 1989
- 『ジオグラフィックパル 地理学便利帖 1994-95年版』編 海青社 1993
- 『地域文化を生きる』編 大明堂 1997
- 『最新地理学用語辞典』編 大明堂 2002
- 『金婚記念ヨーロッパの旅 50日間の「移・食・泊」』浮田寧子共著 かもがわ出版 2003
- 『地図表現ガイドブック 主題図作成の原理と応用』森三紀共著 ナカニシヤ出版 2004

### 翻訳
- 『東ドイツ その国土と人々』L.バルト著、帝国書院(全訳世界の地理教科書シリーズ) 1978
- 『西ドイツ地理学者のみた日本』ペーター・シェラー著、地人書房 1980
- 『ヨーロッパの大国新しいドイツの誕生 その国土と人々』(全訳地理教科書)ヘルベルト・ビルケンフェルトほか著、帝国書院 1993

### 論文
- 浮田 典良 - CiNii Research